# Ende (iluminadora)

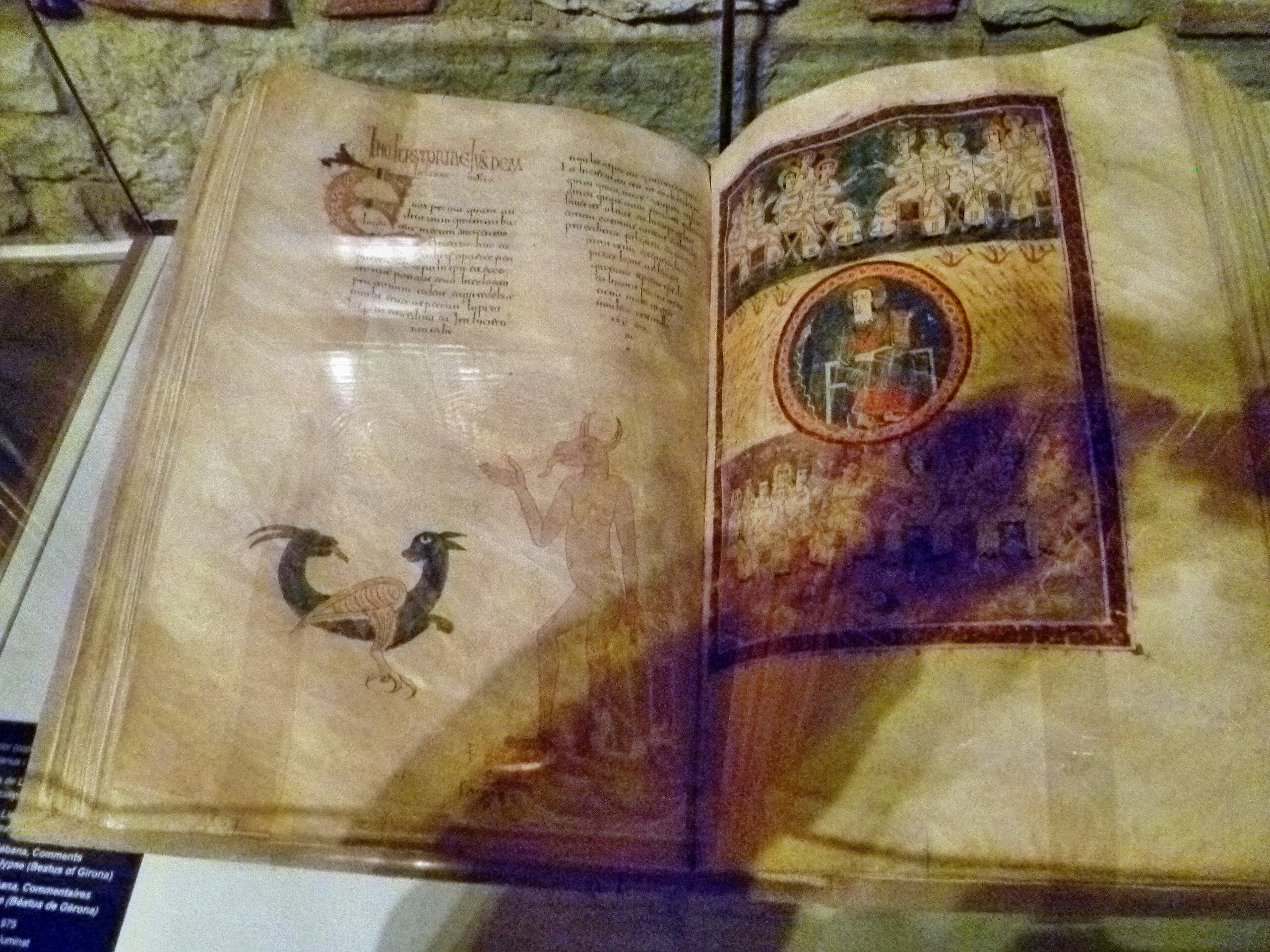
Beato de Gerona iluminado por Ende

Ende (o En) fue una iluminadora de manuscritos activa en el Reino de León (norte de la península ibérica) a fines del siglo x. Es la primera artista femenina en la península ibérica de las que tenemos constancia y una de las primeras en Europa de la que se tiene registro. Es posible que fuera monja, quizás del monasterio de San Salvador de Tábara.
Iluminó el Beato de Gerona, que contiene el Comentario al Apocalipsis compilado en el 786 que se preserva en la Catedral de Gerona. El nombre de Ende, junto con el de otro iluminador, figura en el colofón del manuscrito, en latín: ende pintrix et d(e)i aiutrix fr(a)ter emeterius et pr(e)s(bite)r (Ende, pintora y ayudante de Dios; Emeterio, hermano y sacerdote). Debido a que no hay acuerdo sobre cómo segmentar esta frase, algunos autores se inclinan por llamar Ende a la artista y otros, En. El hecho de que la forma pintrix (o pictor) fuera más común, sin embargo, sugeriría que Ende es la manera correcta. Delante de los dos iluminadores, figura el nombre del escriba, Senior.
La iluminación que ilustra las visiones de Juan en el libro de Apocalipsis es de estilo mozárabe. Este estilo, desarrollado en España después de la invasión musulmana, mezclaba elementos del arte islámico y las tradiciones decorativas, con énfasis en particular en la geometría, los colores vivos, suelos decorados y figuras estilizadas.
En julio de 2018, la Asociación Herstóricas Historia, Mujeres y Género y el colectivo Autoras de Cómic crearon un proyecto de carácter cultural y educativo para visibilizar el aporte de las mujeres en la sociedad y reflexionar sobre su ausencia consistente en un juego de cartas. Una de estas cartas está dedicada a Ende.